# Sektion Essen des Deutschen Alpenvereins
Die Sektion Essen des Deutschen Alpenvereins (DAV) e. V. (kurz DAV Essen) ist eine Sektion des Deutschen Alpenvereins in Essen. Der DAV Essen ist somit eine der älteren und mit 5.482 Mitgliedern (Stand: 31. Dezember 2024) eine der hundert größten Sektionen des Deutschen Alpenvereins. Sie wurde 1885 als Sektion Rothe Erde gegründet.

## Sektionsvorsitzende
Eine chronologische Übersicht über alle Präsidenten der Sektion seit Gründung.
| Amtszeit  | Präsident                   |
| --------- | --------------------------- |
| 1885–1887 | Adolf Schenck               |
| 1888–1890 | Emil Ehrensberger           |
| 1891–1893 | Franz Welter                |
| 1894–1895 | Wilhelm Heilermann van Heel |
| 1896      | Eberhard Boecklen           |
| 1897–1922 | Hugo Racine                 |
| 1922–1945 | Philipp Reuter              |
| 1946–1949 | Mathias Pflanz              |
| 1950–1955 | Hans Dütting                |
| 1956–1967 | Anton Winters               |
| 1968–1980 | Erich Nötzold               |
| 1981–1990 | Horst Heuermann             |
| 1990–2007 | Heinz Rinus                 |
| seit 2010 | Detlef Weber                |

## Patensektionen der Sektion Essen
Die Sektion Essen wird durch die Sektionen Schleiden, Bocholt, Klever Land und Rostock im Rahmen einer Hüttenpatenschaft finanziell und mit Arbeitseinsätzen unterstützt.

## Bekannte Mitglieder
- Eberhard Boecklen
- Hans Dütting (1903–1966)
- Philipp Reuter (1874–1962), der von 1922 bis 1946 Vereinsvorsitzender der Sektion Essen war.

## Hütten der Sektion
Venedigergruppe

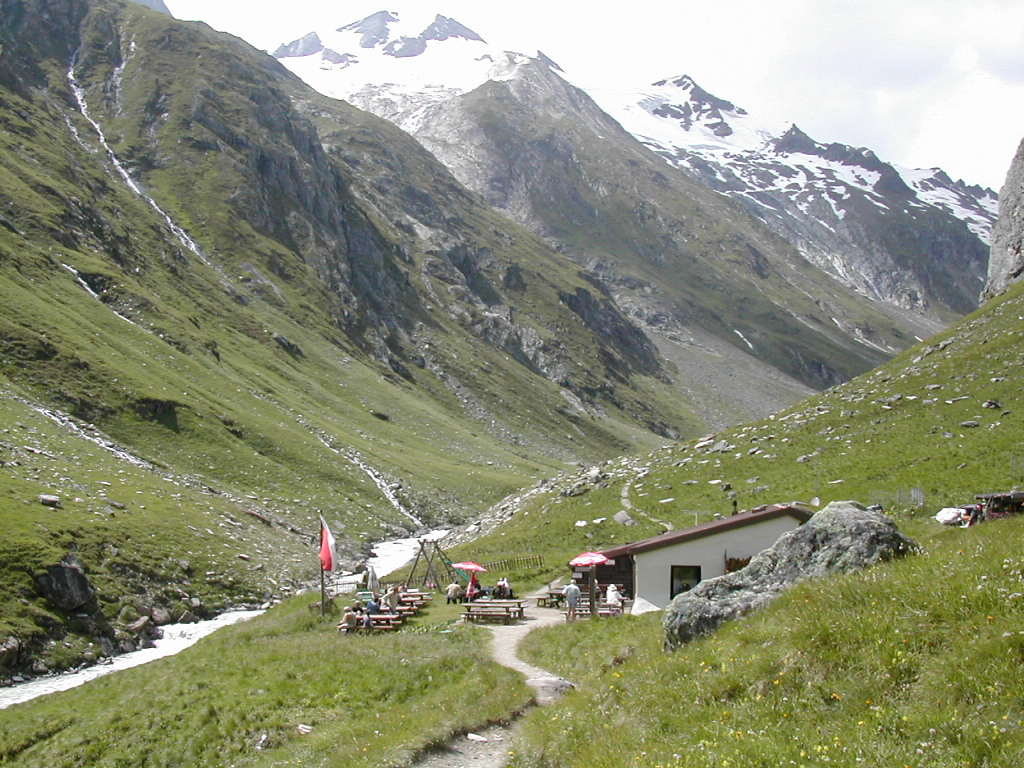
Blick auf die Clarahütte.

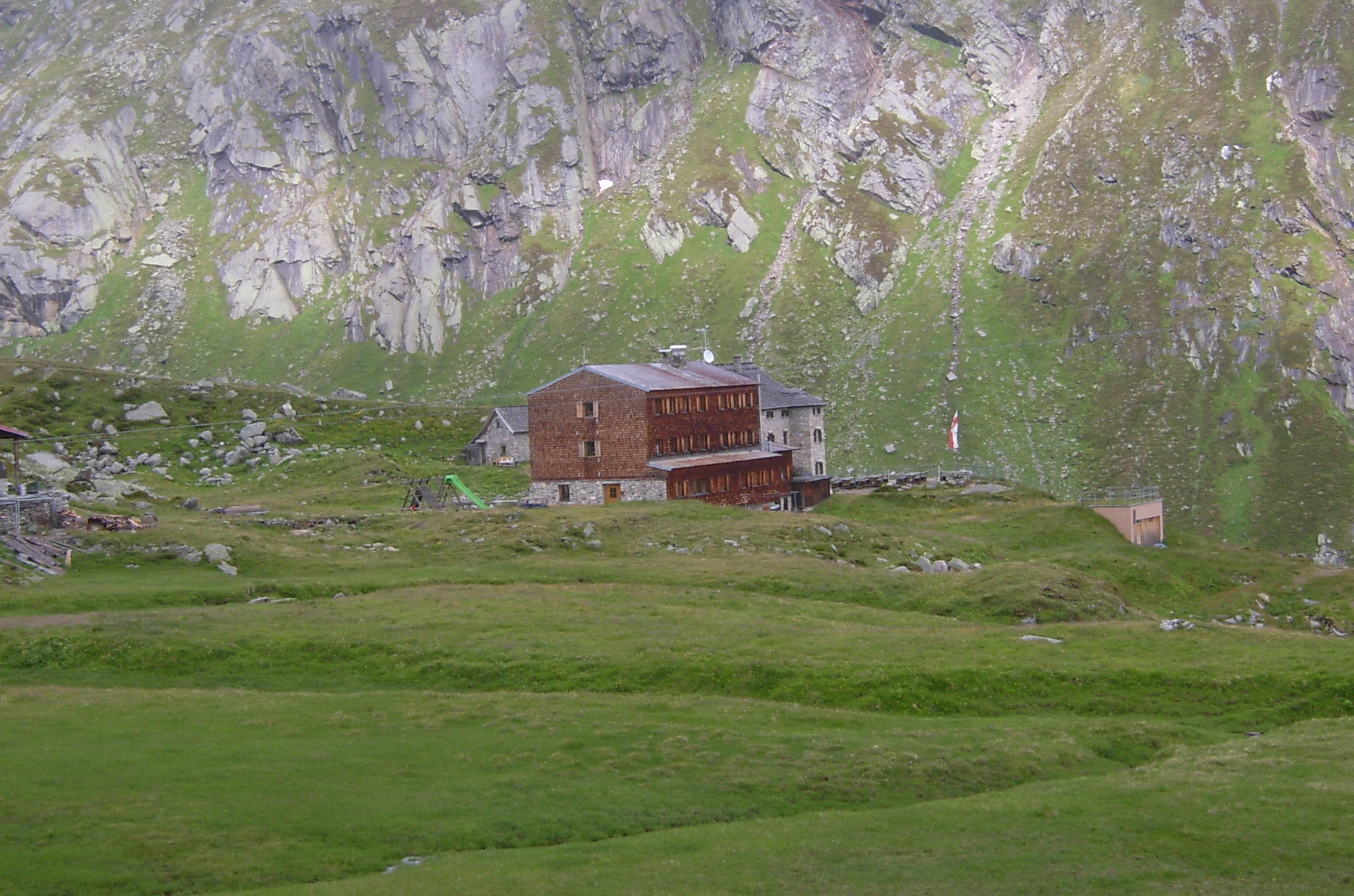
Blick auf die Essener-Rostocker Hütte.

- Clarahütte (auch: Klarahütte), 2038 m (1872 erbaut von der Sektion Prag)
- Essener-Rostocker Hütte (auch: Essener und Rostocker Hütte), 2208 m (1911/12 erbaut von der Sektion Rostock, welche auch die Partnersektion ist)
- Kleine-Philipp-Reuter-Hütte (auch: Kleine-Philipp-Reuter-Biwak), 2677 m (1978 erbaut)

### Ehemalige Hütten
- Sauerlandhütte, 650 m
- Alte Essener Hütte[6] (auch: Seewerttal/Seebertal-Hütte, Rifugio Principe di Piemonte), 2388 m (Ötztaler Alpen) (1903 erbaut, aktuell verfallen)
- Neue Essener Hütte, 2622 m (Venedigergruppe, Hohe Tauern)

## Kletteranlagen
- Kletterhalle Kletterpütt[7]
- Klettergarten Isenberg[8]